# José Luis Alonso de Santos
José Luis Alonso de Santos (Valladolid, 23 de agosto de 1942) es un dramaturgo, director escénico, guionista y actor español.

## Biografía
Se trasladó a Madrid en 1959, donde se licencia en Filosofía y Letras por la Universidad Complutense y en la Facultad de Ciencias de la Información. Desde 1960 comenzó a interesarse por el mundo del teatro, recibiendo clases de William Layton en el TEM. Su primera experiencia escénica importante fue la participación, como actor, en el montaje de Proceso por la sombra de un burro (1964-1965). Fue uno de los fundadores del grupo Tábano y colaboró con el Teatro Experimental Independiente. Paralelamente, en 1971 fundó el grupo Teatro Libre, que lideró hasta su disolución diez años después. Su primer estreno como autor se produce en 1975 con ¡Viva el Duque, nuestro dueño!
En 1988 fundó la productora teatral Pentación, con Gerardo Malla y Rafael Álvarez.
Ha escrito cerca de cincuenta obras teatrales, estrenadas con éxito de crítica y público, algunas llevadas al cine como: Bajarse al moro, La estanquera de Vallecas y Salvajes, así como guiones de cine, series de televisión, narrativa infantil y novelas. Sus obras han sido editadas tanto en España como en el extranjero y se han publicado también ediciones críticas. Ha dirigido más de cuarenta obras teatrales de autores como Bertolt Brecht, Aristófanes, Synge, Calderón de la Barca, Pío Baroja, Valle Inclán, Plauto, Shakespeare, Carlos Arniches, etc., así como varios de sus propios textos.
En el ámbito teórico ha escrito ensayos, como La escritura dramática (1998) y Manual de teoría y práctica teatral (2007), así como artículos de investigación teatral.
Ha sido director de la Real Escuela Superior de Arte Dramático de Madrid. Fue director de la Compañía Nacional de Teatro Clásico (2000-2004) y, presidente de la Academia de las Artes Escénicas de España (2014-2018).

## Premios
Ha sido galardonado, entre otros, con los premios: Tirso de Molina (1984), Mayte (1985), Premio Nacional de Teatro (1986), Rojas Zorrilla (1986), Medalla de Oro de Teatro de Valladolid (1993), Muestra de Autores Contemporáneos de Alicante (2005), Premio Max a Mejor adaptación o versión de obra teatral (2005), Castilla y León de las Letras (2009) y Nacional de las Letras Teresa de Ávila (2010).
Fue nombrado letraherido en 2019 por el Ayuntamiento de Valladolid. Su monólogo ganó el Premio de la Crítica de Castilla y León en 2020. En 2021 fue galardonado con el premio a toda una vida dedicada al teatro por la Federación Española de Teatro Universitario. Un año después, Alonso fue reconocido con el Premio Max de Honor, concedido por el Colegio de Gran Derecho de la SGAE por su trayectoria. El ayuntamiento de Alcalá de Henares le concedió el Premio Fuente de Castalia 2025.

## Obras

### Piezas de teatro estrenadas
- ¡Viva el Duque, nuestro dueño! (1975).
- El combate de don Carnal y doña Cuaresma (1977).
- La verdadera y singular historia de la princesa y el dragón (1978).
- Del laberinto al 30 (1980).
- La estanquera de Vallecas (1981).
- El álbum familiar (1982).
- Golfus Emerita Augusta (1982).
- El Romano (1983).
- Besos para la Bella Durmiente (1984).
- Bajarse al moro (1985).
- La última pirueta (1986).
- Fuera de quicio (1987).
- Pares y Nines (1989).
- El combate de Don Carnal y Doña Cuaresma (1989).
- ¡Viva la ópera! (1989).
- Trampa para pájaros (1990).
- Cuadros de amor y humor al fresco (1990).
- Vis a vis en Hawai (1992).
- Nuestra cocina (1992).
- Dígaselo con Valium (1993).
- La sombra del Tenorio (1994).
- Hora de visita (1994).
- Yonquis y yanquis (1996).
- Salvajes (1997).
- El Buscón (1999).
- La comedia de Carla y Luisa (2003).
- Un hombre de suerte (2003).
- Yo, Claudio (2004).
- ¡Viva el teatro! (2006).
- La cena de los generales (2008).[15]
- En el oscuro corazón del bosque (2009).
- La llegada de los bárbaros (2010).[16]
- Diez euros la copa (2012).
- Los conserjes de San Felipe (2012).[17][18][19]
- ¡¡¡Es la guerraaa!!! (2013).
- En manos del enemigo (2013).
- La semana cultural (2016)

### Piezas de teatro publicadas
- ¡Viva el Duque, nuestro dueño! (1975)
- El combate de Don Carnal y Doña Cuaresma (1980).
- La verdadera y singular historia de la princesa y el dragón (1981).
- El álbum familiar (1982).
- La última pirueta (1987).
- La estanquera de Vallecas (1982).
- Del laberinto al 30 (1985).
- Bajarse al moro (1985).
- Fuera de quicio (1985).
- Pares y nines (1990).
- Trampa para pájaros (1991).
- Besos para la Bella Durmiente (1994).
- Vis a vis en Hawái (1994).
- La sombra del Tenorio (1995).
- Hora de visita (1996).
- Yonquis y yanquis (1997).
- Mis versiones de Plauto: Anfitrión, Casina y Miles gloriosus (2002).
- La comedia de Carla y Luisa (2003)
- Teatro breve (2005).
- Cuadros de amor y humor, al fresco (2006).
- Yo, Claudio (a partir de la novela de Robert Graves). Ñaque Editora, Torrelodones, 2006.
- En el oscuro corazón del bosque/Nuestra cocina (2015).
- Microteatro (2016).
- Me muero por ti
- Domingo mañana
- El demonio, el mundo y mi carne
- Los jamones de Stalin
- El vuelo de las palomas (Fundación Jorge Guillén). Obra finalista del Premio de la Crítica de Castilla y León en 2019.[20]
- Mil amaneceres. Estudio introductorio de Margarita Piñero. Ayuntamiento de Valladolid. Premio de la Crítica de Castilla y León en 2020.[9]
- Pasos de Lope de Rueda recreados por Alonso de Santos. Bolchiro, Madrid, 2024.
- La dulce Cásina. Editorial Uvedebe, Madrid, 2024

### Narrativa
- Paisaje desde mi bañera (1992).
- ¡Una de piratas! (2003). (Infantil).
- El niño bisiesto (2015). (Infantil).
- Los fantasmas y la luna (2016). (Infantil).

### Ensayo
- Teatro español de los 80 (1985). Con Fermín Cabal.
- La escritura dramática (1998).[21]
- Manual de Teoría y Práctica Teatral (2007).
- Vivir el teatro. Castalia, Madrid, 2023.

### Guiones para televisión
- Eva y Adán, agencia matrimonial (1990).